# Conversa Acabada
Conversa Acabada é um filme português, realizado por João Botelho, no ano de 1981. Foi realizado nos 120 anos do nascimento de Fernando Pessoa, e é um filme sobre Fernando Pessoa e Mário de Sá-Carneiro.
É um trabalho exemplar pelo misto de funda compreensão e de tensa lucidez com que exibe os casos e os textos de dois amigos mutilados de alma: Fernando Pessoa e Mário de Sá-Carneiro.

## Elenco[2]
- Fernando Cabral Martins - Fernando Pessoa
- André Gomes - Mário de Sá-Carneiro / A Confissão de Lúcio: Lúcio
- Juliet Berto - Helena
- Jorge Silva Melo - Apresentado / Fausto
- Luiz Pacheco - Pessoa na morte
- Manoel de Oliveira - Padre
- Elsa Wallencamp - Freira
- António Wagner - Apresentador do Cabaret
- Helena Afonso - Cantora
- Nuno Vieira de Almeida - Pianista
- Rogério Vieira - José Augusto
- Helena Domingos - Leitores: 1.º e último poemas (voz)
- Susana Reis - Leitores: Alberto Caeiro (voz)
- Joaquim Furtado - Leitores: Álvaro de Campos (voz)
- Maria de Saisset - Leitores: Ricardo Reis (voz)
- António Barahona - Leitores: Pessoa ortónimo (voz)
- Osório Mateus - Leitores: Mário de Sá-Carneiro (voz)
- Zita Duarte - Marinheiro: 1.º Veladora
- Isabel de Castro - Marinheiro: 2.º Veladora
- Glicínia Quartin - Marinheiro: 3.º Veladora
- Isabel Ruth - Confissão de Lúcio: Americana Louca
- João Perry - Confissão de Lúcio: Ricardo
- Leonor Pinhão - Confissão de Lúcio: Marta
- Alexandra Lencastre